# 田原市立田原中部小学校
田原市立田原中部小学校（たはらしりつ たはらちゅうぶしょうがっこう）は、愛知県田原市田原町にある公立小学校である。

## 歴史

### 沿革
- 文化7年 - 田原藩の藩校として成章館が成立する[1]。
- 明治4年 - 田原社校および田原義校が成立する[1]。
- 1873年（明治6年） - 第10中学区第20番小学田原学校として成立する[1]。田原市当局はこの学校の成立をもって、創立としている[1]。
- 1877年（明治10年） - 第2大学区第10中学区53番小学田原学校と改称する[1]。
- 1880年（明治13年） - 愛知県渥美郡第40番小学田原学校と改称する[1]。
- 1883年（明治16年） - 愛知県渥美郡第22学区小学田原学校と改称する[1]。
- 1887年（明治20年） - 愛知県渥美郡田原尋常小学校と改称する[1]。
- 1892年（明治25年） - 愛知県渥美郡田原尋常高等小学校と改称する[1]。
- 1907年（明治40年） - 愛知県渥美郡田原町中部尋常高等小学校と改称する[1]。
- 1927年（昭和2年） - 本校の特色のひとつである崋山劇「立志」初演が行われる[1]。
- 1941年（昭和16年） - 愛知県渥美郡田原中部国民学校と改称する[1]。
- 1947年（昭和22年） - 愛知県渥美郡田原町立田原中部小学校と改称する[1]。
- 1948年（昭和23年） - 養護学級を設置する[1]。
- 1967年（昭和42年） - 校歌を制定する[1]。
- 1985年（昭和60年） - 児童数の増加に伴い、衣笠小学校を分離[1]。
- 1987年（昭和62年） - 吉胡地区について、通学区域を童浦小学校に振り替え[1]。
- 2003年（平成15年） - 市制施行に伴い、田原市立田原中部小学校と改称する[1]。

### 児童数の変遷
『愛知県小中学校誌』（2018年）によると、児童数の変遷は以下の通りである。
| 1947年（昭和22年） | 1,343人 |  |
| 1957年（昭和32年） | 1,556人 |  |
| 1967年（昭和42年） | 1,129人 |  |
| 1977年（昭和52年） | 892人   |  |
| 1987年（昭和62年） | 708人   |  |
| 1997年（平成9年）  | 520人   |  |
| 2007年（平成19年） | 367人   |  |
| 2017年（平成29年） | 367人   |  |

## 通学区域
通学区域は学校所在地の田原町の一部である。詳細は田原町の項目を参照のこと。

## 進学先
- 田原市立田原中学校[3]

## 出身者
- 光浦靖子（お笑いタレント）
- 大久保佳代子（お笑いタレント）
- 金田哲（お笑いタレント）